# Karun Chandhok
Karun Chandhok (* 19. Januar 1984 in Chennai, Tamil Nadu) ist ein ehemaliger indischer Automobilrennfahrer. Er nahm 2010 und 2011 an insgesamt elf Rennen der Formel 1 teil. 2014/15 startete er in der FIA-Formel-E-Meisterschaft.

## Karriere

### Anfänge im Motorsport (2000–2006)
Chandhok begann seine Motorsportkarriere 2000 in der indischen Formula Maruti. Er gewann sieben Rennen, beendete jedes Rennen auf dem Podium und gewann den Meistertitel. 2001 startete er in die asiatische Formel 2000 und gewann erneut auf Anhieb den Meistertitel. 2002 wechselte Chandhok nach Europa und trat für T-Sport in der nationalen Klasse der britischen Formel-3-Meisterschaft an. Er beendete einige Rennen auf dem Podium und belegte am Saisonende den sechsten Gesamtrang. 2003 blieb er bei T-Sport in der nationalen Klasse der britischen Formel 3 und verbesserte sich mit sieben Siegen auf den dritten Platz im Klassement. 2004 stieg Chandhok mit T-Sport in die reguläre Meisterschaft der britischen Formel 3 auf und erzielte einige Punkte. Drei Läufe vor Saisonende verließ er die britische Formel 3 und belegte schließlich den 14. Platz in der Meisterschaft. Anschließend startete er für RC Motorsport beim letzten Rennwochenende der World Series by Nissan und erreichte den 16. Gesamtrang in dieser Serie. 2005 startete Chandhok nur bei fünf Rennen in der inzwischen in Formel Renault 3.5 umbenannten Meisterschaft für RC Motorsport. Ohne Punkte geholt zu haben, wurde er 29. in der Fahrerwertung.
Nachdem Chandhok im anschließenden Winter in der Saison 2005/06 der A1GP für das indische Team bei drei Rennen angetreten war, trat er für das Team E-Rain in der neuentstandenen asiatischen Formel Renault V6 an. Chandhok dominierte die Saison, entschied sieben von zwölf Rennen für sich und gewann den Meistertitel.

### GP2-Serie (2007–2009)

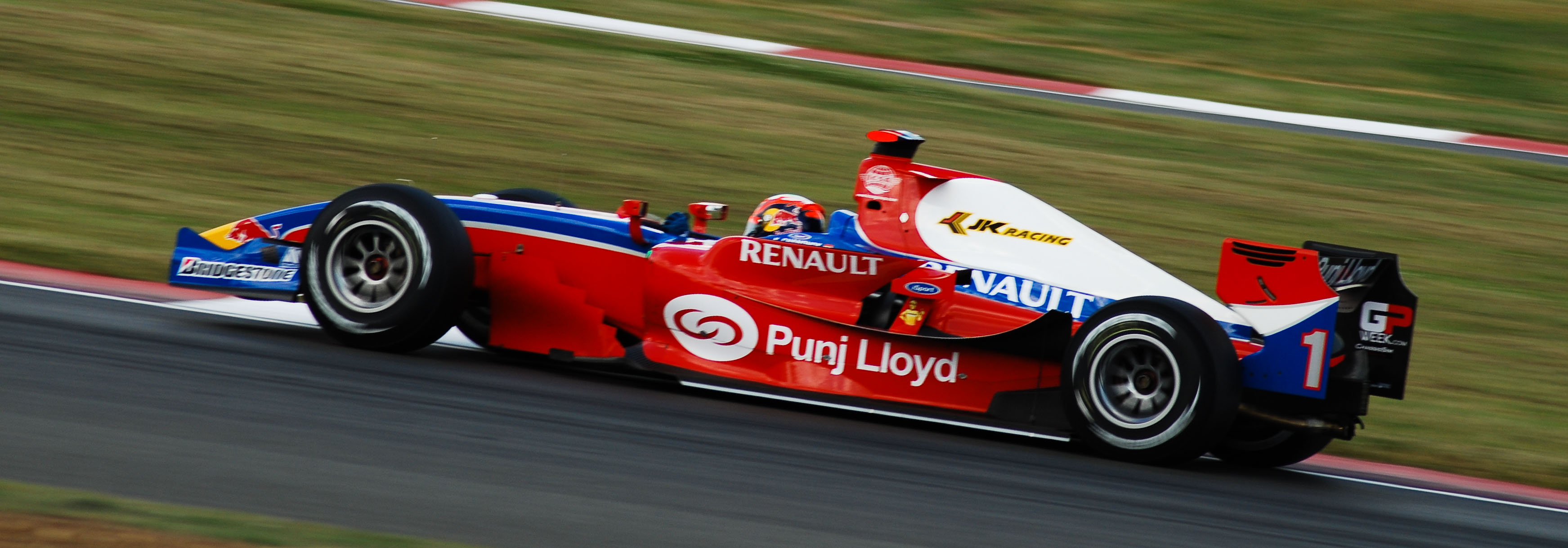
Chandhok für iSport International in Silverstone 2008

2007 ging Chandhok für Durango in der GP2-Serie an den Start. Beim Sprintrennen in Spa-Francorchamps gelang ihm sein erster GP2-Sieg. Damit wurde er zum ersten Inder, der ein Rennen in der GP2-Serie gewonnen hatte. Während sein Teamkollege Borja García am Saisonende Zehnter der Gesamtwertung war, lag Chandhok auf dem 15. Platz. Im November machte Chandhok bei zwei Testtagen für Red Bull Racing seine ersten Erfahrungen in einem Formel-1-Boliden.

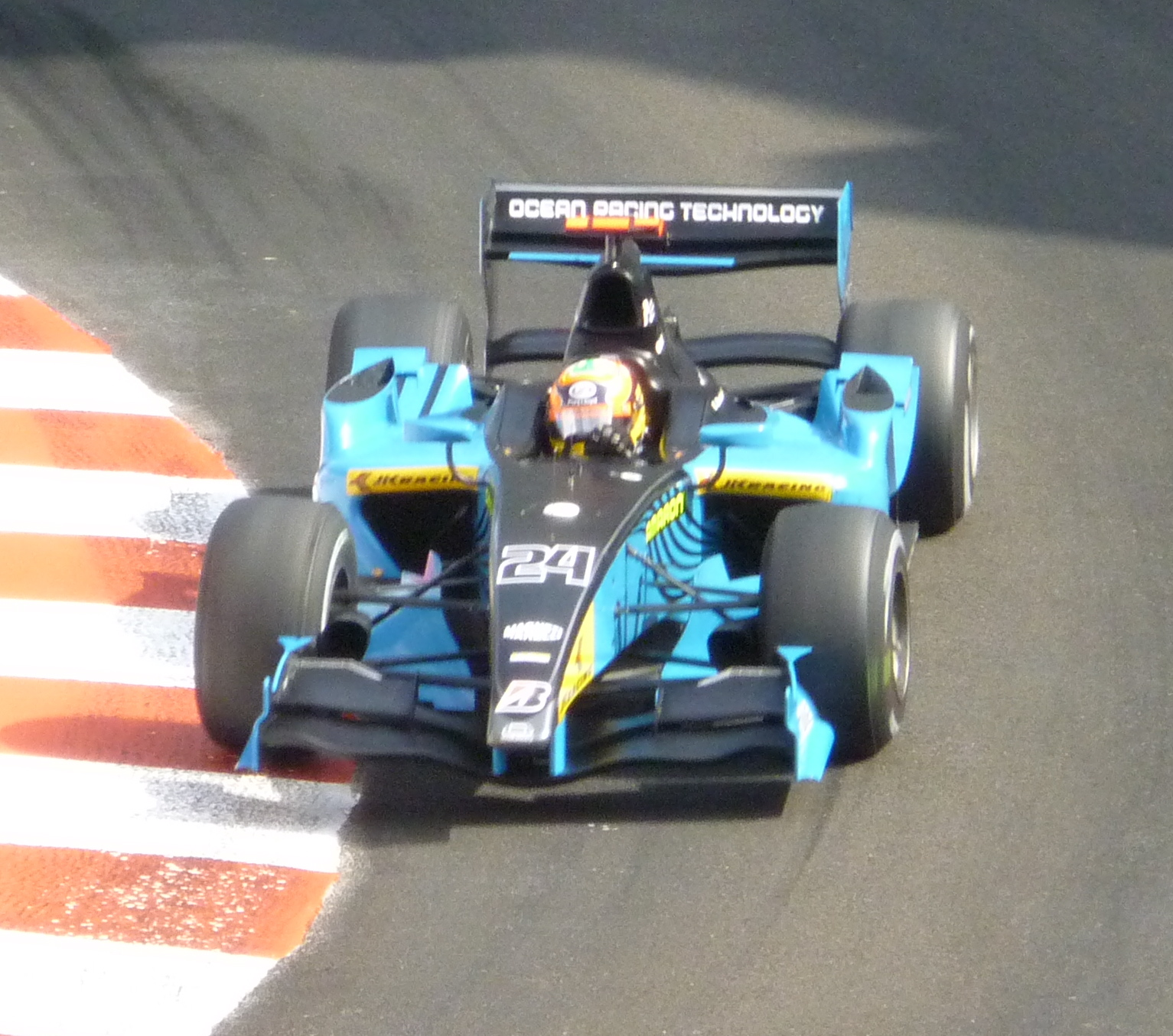
Chandhok wurde für Ocean Racing Technology in Monaco 2009 Siebter

In der ersten Saison der GP2-Asia-Serie trat Chandhok 2008 für iSport International, dem GP2-Meisterteam von 2007, an und wurde Teamkollege von Bruno Senna. Mit einem dritten Platz als bestem Resultat beendete er die Saison auf dem 13. Gesamtrang. In der regulären GP2-Saison blieb er zusammen mit Senna bei iSport. Chandhok gewann das Sprintrennen auf dem Hockenheimring und erreichte mit zwei weiteren Podest-Platzierungen den zehnten Platz in der Gesamtwertung. Intern verlor das Duell gegen Senna, der Zweiter wurde, mit 31 zu 64 Punkten.
Chandhok wechselte in der GP2-Serie 2009 zum neuen Rennstall Ocean Racing Technology. Sein Teamkollege war Álvaro Parente. Für sein neues Team bestritt Chandhok auch das letzte Rennwochenende der GP2-Asia-Serie-Saison 2008/2009, an dem er ohne Punkte blieb. In der regulären GP2-Serie stand er mit einem dritten Platz einmal auf dem Podium. Es gelang ihm jedoch nicht, seine Gesamtplatzierung zu halten und er schloss die Saison auf dem 18. Gesamtrang ab. Mit 10 zu 30 Punkten unterlag er intern Parente.

### Formel 1 (2010–2011)

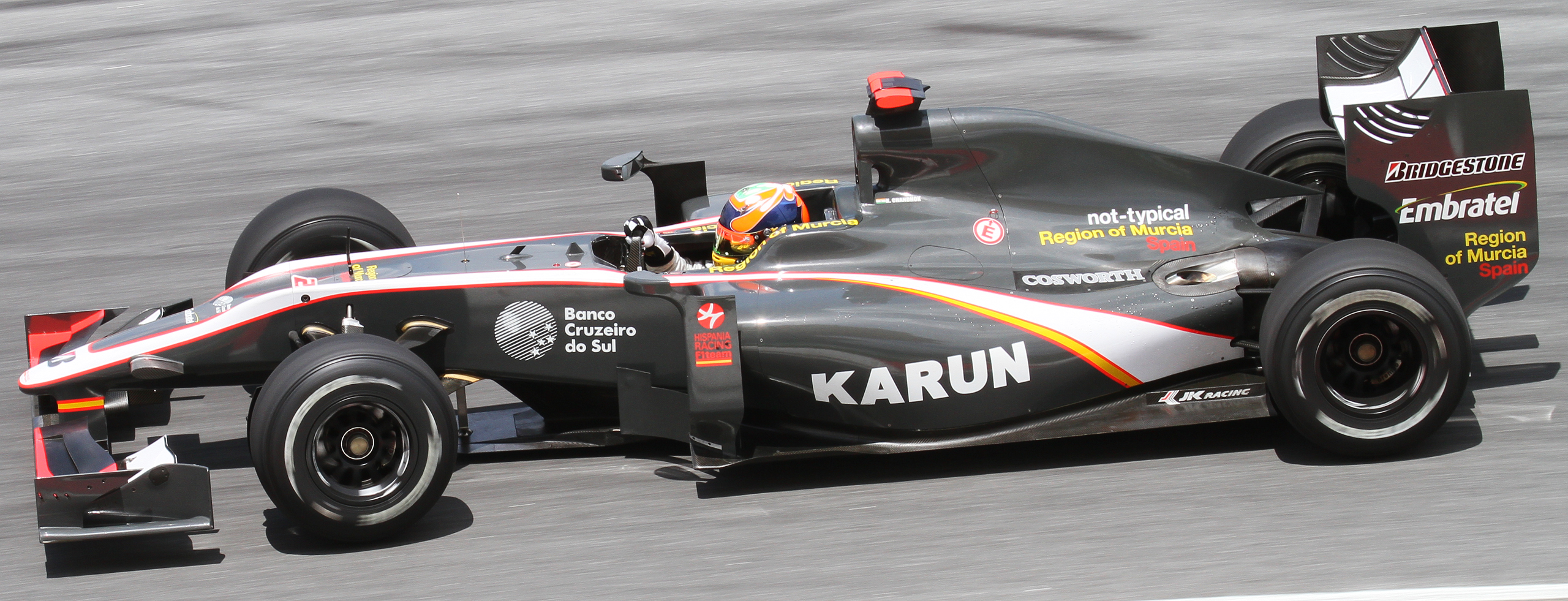
Chandhok für HRT beim Großen Preis von Malaysia 2010

2010 erhielt er zunächst ein Formel-1-Cockpit beim neuen Rennstall HRT. Senna wurde erneut sein Teamkollege. Sein ehemaliger iSport-Teamchef Paul Jackson lobte das Team für diese Fahrerwahl, da sich die beiden Piloten in ihrer gemeinsamen GP2-Saison kollegial für das Team engagiert hatten. Bei seinem ersten Rennwochenende in Bahrain fuhr er nur wenige Runden. Zunächst musste er das Training komplett auslassen und machte im Qualifying seine ersten Erfahrungen mit dem HRT-Boliden. Im Rennen schied er mit einem Dreher bereits nach einer Runde aus. Beim zweiten Rennen in Australien kam er mit fünf Runden Rückstand als 14. erstmals ins Ziel. Es war zugleich die beste Saisonplatzierung für ihn. Chandhok gelang es, mit seinem Teamkollegen mitzuhalten und ihn einige Male hinter sich zu lassen. Nach dem zehnten Rennen wurde Chandhok bei HRT durch Sakon Yamamoto ersetzt. Er blieb zwar bei HRT, zu weiteren Renneinsätzen kam es allerdings nicht. Am Saisonende belegte er den 22. Platz in der Weltmeisterschaft.
2011 war Chandhok einer der Testfahrer des Team Lotus. In dieser Funktion nahm er an einigen Freitagstrainings teil. Darüber hinaus ging Chandhok als Ersatz für Jarno Trulli beim Großen Preis von Deutschland als Einsatzfahrer an den Start. Während der Saison wurde ein weiterer Renneinsatz bei seinem Heim-Grand-Prix in Indien überlegt, er kam jedoch nicht zum Einsatz, da das Team im Kampf in der Konstrukteurswertung auf die routinierten Stammpiloten setzte. Er beendete die Saison auf dem 28. Gesamtrang.

### Langstrecke, GT, Formel E (seit 2012)
2012 nahm Chandhok für JRM Racing an der FIA-Langstrecken-Weltmeisterschaft (WEC) teil. Er trat in einem HPD ARX-03a in der LMP1-Klasse an. Er teilte sich das Fahrzeug mit David Brabham und Peter Dumbreck. Das Trio erreichte in der Weltmeisterschaft dreimal die fünfte Position, unter anderem beim 24-Stunden-Rennen von Le Mans 2012, in dem die drei den sechsten Gesamtplatz belegten. Die Saison schlossen die drei auf dem zehnten Platz in der Fahrerweltmeisterschaft ab.
Nachdem sich JRM Racing aus der WEC zurückgezogen hatte, wechselte Chandhok 2013 in die FIA GT Series. Er fuhr zunächst vier Rennwochenenden für Seyffarth Motorsport und anschließend bei einer Veranstaltung für das Vita4one Racing Team. Mit einem vierten Platz als bestem Ergebnis wurde er 13. in der Gesamtwertung. Darüber hinaus nahm er für Murphy Prototypes am 24-Stunden-Rennen von Le Mans teil.
2014 nahm Chandhok zunächst für Murphy Prototypes an zwei Rennen der European Le Mans Series (ELMS) und dem 24-Stunden-Rennen von Le Mans teil. Anschließend erhielt Chandhok bei Mahindra Racing ein Cockpit für die Saison 2014/15 der neugegründeten FIA-Formel-E-Meisterschaft. Sein Teamkollege war erneut Bruno Senna. Im ersten Rennen, dem Beijing ePrix, wurde er Fünfter. Es war seine beste Saisonplatzierung. Er beendete die Saison auf dem 17. Gesamtrang. Intern unterlag er Senna mit 18 zu 40 Punkten.

## Persönliches
Karun Chandhoks Vater Vicky Chandhok ist Präsident des indischen Motorsportverbandes. Seit 2019 ist Karun Chandhok Mitglied des Sky Sports F1 Live-Berichterstattungsteams.

## Statistik

### Karrierestationen
| - 2000: Formel Maruti (Meister) - 2001: Formel 2000 Asia (Meister) - 2002: Britische Formel 3, nationale Klasse (Platz 6) - 2003: Britische Formel 3, nationale Klasse (Platz 3) - 2004: Britische Formel 3 (Platz 14) - 2004: World Series by Nissan (Platz 16) - 2005: Formel Renault 3.5 (Platz 29) | - 2006: A1 Grand Prix - 2006: Asiatische Formel Renault V6 (Meister) - 2007: GP2-Serie (Platz 15) - 2008: GP2-Asia-Serie (Platz 13) - 2008: GP2-Serie (Platz 10) - 2009: GP2-Asia-Serie (Platz 26) - 2009: GP2-Serie (Platz 18) | - 2010: Formel 1 (Platz 22) - 2011: Formel 1 (Platz 28) - 2012: WEC (Platz 10) - 2013: FIA GT Series (Platz 13) - 2014: ELMS, LMP2 (Platz 25) - 2015: Formel E (Platz 17) |

### Statistik in der Formel-1-Weltmeisterschaft
Diese Statistik umfasst alle Teilnahmen des Fahrers an der Formel-1-Weltmeisterschaft.

#### Gesamtübersicht
| Saison | Team                    | Chassis    | Motor           | Rennen | Siege | Zweiter | Dritter | Poles | schn. Rennrunden | Punkte | WM-Pos. |
| ------ | ----------------------- | ---------- | --------------- | ------ | ----- | ------- | ------- | ----- | ---------------- | ------ | ------- |
| 2010   | Hispania Racing F1 Team | HRT F110   | Cosworth 2.4 V8 | 10     | –     | –       | –       | –     | –                | –      | 22.     |
| 2011   | Team Lotus              | Lotus T128 | Renault 2.4 V8  | 1      | –     | –       | –       | –     | –                | –      | 28.     |
| Gesamt | Gesamt                  | Gesamt     | Gesamt          | 11     | –     | –       | –       | –     | –                | –      |         |

#### Einzelergebnisse
| Saison | 1  | 2  | 3  | 4   | 5   | 6   | 7  | 8  | 9  | 10 | 11 | 12 | 13 | 14 | 15 | 16 | 17 | 18 | 19 |
| ------ | -- | -- | -- | --- | --- | --- | -- | -- | -- | -- | -- | -- | -- | -- | -- | -- | -- | -- | -- |
| 2010   |    |    |    |     |     |     |    |    |    |    |    |    |    |    |    |    |    |    |    |
| DNF    | 14 | 15 | 17 | DNF | 14* | 20* | 18 | 18 | 19 |    |    |    |    |    |    |    |    |    |    |
| 2011   |    |    |    |     |     |     |    |    |    |    |    |    |    |    |    |    |    |    |    |
| PO     |    |    | PO |     |     |     | PO | PO | 20 |    | PO | PO |    | PO | PO | PO |    |    |    |

| Legende  | Legende            | Legende                                                          |
| Farbe    | Abkürzung          | Bedeutung                                                        |
| -------- | ------------------ | ---------------------------------------------------------------- |
| Gold     | –                  | Sieg                                                             |
| Silber   | –                  | 2. Platz                                                         |
| Bronze   | –                  | 3. Platz                                                         |
| Grün     | –                  | Platzierung in den Punkten                                       |
| Blau     | –                  | Klassifiziert außerhalb der Punkteränge                          |
| Violett  | DNF                | Rennen nicht beendet (did not finish)                            |
| Violett  | NC                 | nicht klassifiziert (not classified)                             |
| Rot      | DNQ                | nicht qualifiziert (did not qualify)                             |
| Rot      | DNPQ               | in Vorqualifikation gescheitert (did not pre-qualify)            |
| Schwarz  | DSQ                | disqualifiziert (disqualified)                                   |
| Weiß     | DNS                | nicht am Start (did not start)                                   |
| Weiß     | WD                 | zurückgezogen (withdrawn)                                        |
| Hellblau | PO                 | nur am Training teilgenommen (practiced only)                    |
| Hellblau | TD                 | Freitags-Testfahrer (test driver)                                |
| ohne     | DNP                | nicht am Training teilgenommen (did not practice)                |
| ohne     | INJ                | verletzt oder krank (injured)                                    |
| ohne     | EX                 | ausgeschlossen (excluded)                                        |
| ohne     | DNA                | nicht erschienen (did not arrive)                                |
| ohne     | C                  | Rennen abgesagt (cancelled)                                      |
| ohne     | keine WM-Teilnahme |                                                                  |
| sonstige | P/fett             | Pole-Position                                                    |
| sonstige | 1/2/3/4/5/6/7/8    | Punktplatzierung im Sprint-/Qualifikationsrennen                 |
| sonstige | SR/kursiv          | Schnellste Rennrunde                                             |
| sonstige | *                  | nicht im Ziel, aufgrund der zurückgelegten Distanz aber gewertet |
| sonstige | ()                 | Streichresultate                                                 |
| sonstige | unterstrichen      | Führender in der Gesamtwertung                                   |

### Einzelergebnisse in der FIA-Formel-E-Meisterschaft
| Jahr    | Team            | 1   | 2   | 3   | 4   | 5   | 6   | 7   | 8   | 9   | 10  | 11   | Punkte | Rang |
| ------- | --------------- | --- | --- | --- | --- | --- | --- | --- | --- | --- | --- | ---- | ------ | ---- |
| 2014/15 | Mahindra Racing | BEI | PUT | PUN | BUE | MIA | LBH | MON | BER | MOS | LON | LON  | 18     | 17.  |
| 2014/15 | Mahindra Racing | 5   | 6   | 13  | DNF | 14  | 12  | 13  | 15  | 12  | 12  | (13) | 18     | 17.  |

| Legende                      | Legende       | Legende                                                                 |
| Farbe                        | Abkürzung     | Bedeutung                                                               |
| ---------------------------- | ------------- | ----------------------------------------------------------------------- |
| Gold                         | —             | Sieger                                                                  |
| Silber                       | —             | 2. Platz                                                                |
| Bronze                       | —             | 3. Platz                                                                |
| Grün                         | —             | Platzierung in den Punkten                                              |
| Blau                         | —             | Klassifiziert außerhalb der Punkteränge                                 |
| Violett                      | DNF           | Rennen nicht beendet                                                    |
| Violett                      | NC            | nicht klassifiziert                                                     |
| Rot                          | DNQ           | nicht qualifiziert                                                      |
| Schwarz                      | DSQ           | disqualifiziert                                                         |
| Weiß                         | DNS           | nicht am Start                                                          |
| Weiß                         | WD            | zurückgezogen                                                           |
| Weiß                         | C             | Rennen abgesagt                                                         |
| Blanko                       |               | nicht teilgenommen                                                      |
| Blanko                       | DNP           | gemeldet, aber nicht teilgenommen                                       |
| Blanko                       | INJ           | verletzt oder krank                                                     |
| Blanko                       | EX            | ausgeschlossen                                                          |
| sonstige Formate und Zeichen | P/fett        | Pole-Position                                                           |
| sonstige Formate und Zeichen | kursiv        | Schnellste Rennrunde (ab 2017/18: Schnellste Rennrunde der ersten Zehn) |
| sonstige Formate und Zeichen | unterstrichen | Führender in der Gesamtwertung                                          |
| sonstige Formate und Zeichen | °             | FanBoost                                                                |
| sonstige Formate und Zeichen | *             | nicht im Ziel, aufgrund der zurückgelegten Distanz aber gewertet        |
| sonstige Formate und Zeichen | ( )           | Streichresultat                                                         |

### Le-Mans-Ergebnisse
| Jahr | Team                 | Fahrzeug       | Teamkollege       | Teamkollege      | Platzierung | Ausfallgrund |
| ---- | -------------------- | -------------- | ----------------- | ---------------- | ----------- | ------------ |
| 2012 | JRM                  | HPD ARX-03a    | David Brabham     | Peter Dumbreck   | Rang 6      |              |
| 2013 | Murphy Prototypes    | Oreca 03       | Brendon Hartley   | Mark Patterson   | Rang 12     |              |
| 2014 | Murphy Prototypes    | Oreca 03       | Nathanaël Berthon | Rodolfo González | Ausfall     | Unfall       |
| 2015 | Murphy Prototypes    | Oreca 03R      | Nathanaël Berthon | Mark Patterson   | Rang 13     |              |
| 2017 | Tockwith Motorsports | Ligier JS P217 | Philip Hanson     | Nigel Moore      | Rang 11     |              |

### Sebring-Ergebnisse
| Jahr | Team | Fahrzeug    | Teamkollege   | Teamkollege    | Platzierung | Ausfallgrund |
| ---- | ---- | ----------- | ------------- | -------------- | ----------- | ------------ |
| 2012 | JRM  | HPD ARX-03a | David Brabham | Peter Dumbreck | Rang 16     |              |

### Einzelergebnisse in der FIA-Langstrecken-Weltmeisterschaft
| Saison | Team                 | Rennwagen      | 1   | 2   | 3   | 4   | 5   | 6   | 7   | 8   | 9   |
| ------ | -------------------- | -------------- | --- | --- | --- | --- | --- | --- | --- | --- | --- |
| 2012   | JRM                  | HPD ARX-03a    | SEB | SPA | LEM | SIL | SAO | BAH | FUJ | SHA |     |
| 2012   | JRM                  | HPD ARX-03a    | 16  | 12  | 6   | 7   | 9   | DNF | 5   | 5   |     |
| 2013   | Murphy Prototypes    | Oreca 03       | SIL | SPA | LEM | SAO | AUS | FUJ | SHA | BAH |     |
| 2013   | Murphy Prototypes    | Oreca 03       | 12  |     |     |     |     |     |     |     |     |
| 2014   | Murphy Prototypes    | Oreca 03       | SIL | SPA | LEM | AUS | FUJ | SHA | BAH | SAO |     |
| 2014   | Murphy Prototypes    | Oreca 03       | DNF |     |     |     |     |     |     |     |     |
| 2015   | Murphy Prototypes    | Oreca 03       | SIL | SPA | LEM | NÜR | AUS | FUJ | SHA | BAH |     |
| 2015   | Murphy Prototypes    | Oreca 03       | 13  |     |     |     |     |     |     |     |     |
| 2017   | Tockwith Motorsports | Ligier JS P217 | SIL | SPA | LEM | NÜR | MEX | AUS | FUJ | SHA | BAH |
| 2017   | Tockwith Motorsports | Ligier JS P217 |     | DNF | 11  |     |     |     |     |     |     |